# میتسوبیشی ۱ام‌اف۱۰
میتسوبیشی ۱ام‌اف۱۰ (به انگلیسی: Mitsubishi 1MF10) یک هواپیمای ساختِ کارخانهٔ میتسوبیشی در کشور ژاپن است. این هواپیما برای نخستین بار در ۱ مارس ۱۹۳۳ میلادی مورد استفاده قرار گرفت.